# 分子神経科学
分子神経科学（ぶんししんけいかがく、Molecular_neuroscience）は、動物の神経系に適用された分子生物学の概念を研究する神経科学の一分野である。
この分野には主に、分子神経解剖学、神経系におけるシグナル伝達のメカニズム、遺伝学とエピジェネティクスが神経発達に及ぼす影響、および神経可塑性と神経変性疾患の分子基盤などのトピックがある。分子生物学と同様に、分子神経科学は比較的新しい分野であり変化が激しい。

## 神経伝達物質の同定
分子生物学において、ニューロン間のコミュニケーションは通常、シナプスと呼ばれる細胞間の隙間を越えた化学的伝達によって行われる。伝達される化学物質は、神経伝達物質として知られ、重要な体の機能の大部分を調節する。ラベリング技術によって、神経伝達物質を解剖学的に位置づけることが可能である。例えば、神経組織の切片をホルムアルデヒドで固定することにより、カテコラミンとして知られる特定の神経伝達物質を化学的に同定することができる。というのも、紫外線にさらされた際にホルムアルデヒド誘発蛍光を発生させることができるからだ。この技術を使用して、カテコラミンであるドーパミンは線形動物カエノラブディティス・エレガンスで同定された。免疫細胞化学は、ターゲットである化学物質や生物学的物質に対して抗体を作成することを含む、興味深い他の技術もいくつか含んでいる。対象となる神経伝達物質は、対象のトランスミッターを持つ一次および二次抗体によって特異的にタグ付けされ、オートラジオグラフィーによって神経伝達物質を同定することができる。神経伝達物質の存在（必ずしも位置ではない）は、酵素連結免疫細胞化学または酵素結合免疫吸着法（ELISA）で観察することができる。これは、酵素アッセイにおける基質結合が沈殿物、蛍光体、または化学発光を誘導することができる。神経伝達物質が組織化学的に同定できない場合、その神経取り込みメカニズムによって位置を特定するという方法もある。